# Grab von John Ludwig
Der Grab von John Ludwig (englisch Grave of John Ludwig) ist ein Grabmal in Windhoek in der Region Khomas in Namibia. Das Grab von John Ludwig ist seit dem 1. Mai 1967 ein Nationales Denkmal Namibias.
Der Komplex beherbergt das Grab von John Ludwig in einem Mausoleum sowie Gräber von zahlreichen weiteren Personen der deutschen Vergangenheit im heutigen Namibia. John Ludwig kam 1892 aus Deutschland nach Deutsch-Südwestafrika und ließ sich als Kleinbauer in Windhoek nieder. Er bewirtschaftete das Restaurant Ludwigslust. Er galt als wichtige Person des öffentlichen Lebens in der Stadt. Als erste Person wurde er auf dem kleinen Friedhof am 1. März 1913 beigesetzt.